# Château de Baudouin
Qasr Bardawil (arabisch قصر بردويل, DMG Qaṣr Bardawīl, „Balduinsburg“) oder Château de Baudouin ist eine nicht mehr erhaltene Kreuzfahrerburg in den Golanhöhen.

## Lage
Die Burganlage soll nahe dem heutigen Ort Eliad (vormals Eli Al oder el-Al), ca. 9 Kilometer östlich des Sees Genezareth, gelegen haben.

## Geschichte
Die Errichtung der Kreuzfahrerburg im Jahre 1105 wurde dem Fürsten Hugo von Saint Omer zugeschrieben, einem Vasallen König Balduins I. von Jerusalem, nach dem die Burg wohl benannt ist. Laut arabischen Quellen wurde Qasr Bardawil schon 1106 von Tugtakin, dem Atabeg von Damaskus bei einem nächtlichen Angriff erobert und anschließend zerstört.
Archäologische Ausgrabungen bei Eliad im Jahr 1968 konnten lediglich Reste einer bronzezeitlichen Anlage nachweisen; seither findet sich in der Literatur auch Zweifel daran, ob die Kreuzfahrerburg je existiert hat.